# Медаль «За участие в боях за Берлин»
Медаль «За участие в боях за Берлин» (пол. Medal „Za udział w walkach o Berlin”) — учреждена в соответствии с Актом Парламента ПНР от 21 апреля 1966 года.

## Положение
25 апреля 1966 года министр национальной обороны определил условия награждения и правила ношения медали.
В соответствии с положением о медали, награждению ею подлежат военнослужащие Народного Войска Польского — непосредственные участники штурма и взятия Берлина, а также военнослужащие вспомогательных частей и подразделений.
В Берлинской операции в апреле — мае 1945 года принимали участие войска 1-й и 2-й Польских армий, 1-й танковый корпус, 1-й воздушный корпус.
В составе 2-й гвардейской танковой армии генерала С. Богданова (1-й Белорусский фронт) Берлин штурмовали солдаты и офицеры 1-й польской пехотной дивизии им. Т.Костюшко, 2-й гаубичной бригады, 6-го отдельного понтонно-мостового батальона; в составе 47-й армии — солдаты и офицеры 1-й отдельной минометной бригады.
Всего в прямом штурме Берлина приняли участие 12700 польских солдат и офицеров.
Историческое значение участия поляков во взятии Берлина заключается в том, что именно польские воины, воины народа, который первым оказал вооруженное сопротивление немецко-фашистской агрессии в Европе, единственные из всей антигитлеровской коалиции сражались бок о бок с советскими солдатами в столице «третьего рейха» — Берлине.
Только воинам народного Войска Польского выпала честь водрузить на Бранденбургских воротах польский национальный флаг.
Награждение медалью «За участие в боях за Берлин» производилось от имени Министра Обороны ПНР, поэтому она не является государственной наградой, а носит характер памятной награды министерств и ведомств ПНР.
Медаль «За участие в боях за Берлин» носится на левой стороне груди после бронзовой медали «Вооружённые силы на службе Родине».
23 декабря 1992 года награждение медалью завершено.

## Описание
Медаль «За участие в боях за Берлин» круглая посеребренная диаметром 38 мм.
На лицевой стороне медали в центральной её части изображен орден Крест Грюнвальда. Вдоль краев медали надпись: «ZA UDZIAŁ W WALKACH O BERLIN». Слова отделены друг от друга маленькими квадратами.
На оборотной стороне медали на фоне стилизованной ветви лавра, расположенной вертикально, на трех табличках сделана надпись: «MINISTERSTWO / OBRONY NARODOWEJ / PRL».
Ветвь лавра в нижней части перевита лентой.
Все изображения и надписи на медали рельефные выпуклые.
Поверхность медали гладкая полированная.
В верхней части медали имеется ушко с кольцом, с помощью которого она крепится к ленте. Кольцо с лицевой стороны украшено орнаментом.

## Лента
Лента медали «За участие в боях за Берлин» шелковая муаровая красного цвета шириной 40 мм с двумя узкими продольными полосками по бокам чёрного (2 мм) и жёлтого (3 мм) цвета.